# Diploglottis
Diploglottis es un género de 10 especies de árboles perteneciente a la familia  Sapindaceae. Ocho de las especies se encuentran en el este de Australia, principalmente en las selvas lluviosas y otras dos en el este de Malasia y Nueva Caledonia.
Sus hojas de color verde se distinguen por su profundidad, siendo opuestas y dispuestas de forma parapinnada.
Una especie Australiana, D. cunninghamii se cultiva como árbol callejero en el norte de Nueva Gales del Sur, principalmente en Lismore, donde es conocido como tamarindo nativo, aunque no está relacionado con el tamarindo.
Una especie australiana  Diploglottis campbellii, es conocida como la pequeña hoja de tamarindo, es una especie rara que tiene restringido su utilización a tres árboles por lugar. 

## Taxonomía
El género fue descrito por Joseph Dalton Hooker y publicado en Genera Plantarum 1: 395. 1862. La especie tipo es: Diploglottis cunninghamii (Hook.) Hook. f. 

## Especies
- Diploglottis berniana S.T.Reynolds
- Diploglottis bracteata Leenh.
- Diploglottis campbellii Cheel
- Diploglottis cunninghamii (Hook.) Hook.f.
- Diploglottis diphyllostegia (F.Muell.) F.M.Bailey
- Diploglottis harpullioides S.T.Reynolds
- Diploglottis macrantha L.S.Sm. & S.T.Reynolds
- Diploglottis obovata S.T.Reynolds
- Diploglottis pedleyi S.T.Reynolds
- Diploglottis smithii S.T.Reynolds

Las especies Diploglottis son usadas de alimentación por las polillas  Hepialidae Aenetus ramsayi y Aenetus scotti. 